# Alineament de Vilarinha
Alineament de Vilarinha és un conjunt de quatre menhirs, situats a la freguesia de Sâo Bartolomeu de Messines, al municipi de Silves, a l'Algarve, a Portugal.

## Història i descripció
Aquest monument consta de quatre menhirs col·locats al cim de petits turons formant una escala, part del pujol de Vilarinha, al sud del turó de Monterrosso i a l'oest del pujol de Gralheira, al voltant del llogaret d'Amorosa. Van ser col·locats per crear una línia en sentit nord-est a sud-est, en una organització que suggereix una funció social o religiosa. Aquesta disposició és considerada rara, probablement l'únic exemplar dins el Barlavento Algarvio.(1) S'esculpiren en arenita vermella, coneguda com a gres de Silves, i s'ha registrat la presència d'afloraments d'aquest material a curta distància, que podrien ser l'origen dels menhirs.(3)
Aquest conjunt s'integra en el Circuit Arqueològic de Vilarinha, que també inclou les necròpolis de Pedreirinha, Forneca i Carrasqueira.(3) A la rodalia hi ha un altre menhir, conegut com Vale Fuzeiros o Horta de Baixo, que no forma part de l'Alineament de Vilarinha, però que presenta algunes semblances amb aquests menhirs, en morfologia i decoració.
Els menhirs de l'Alineament de Vilarinha degueren aixecar-se pels primers habitants de la regió, en un període entre 5500 a 3000 ae. (3) El Menhir 2 es descobrí al 1988, en una posició tombada. Va ser després estudiat per Mário Varela Gomes; per l'absència d'estructures de suport a l'indret, sembla traslladat de la seua posició original, al cim d'un pujol proper. (5) El 1994 es trobaren els Menhirs 1 i 3, tots dos a uns 250 m de distància del segon monument, i fora de la seua situació originària.

### Menhir 1
Aquest menhir presenta una forma semicilíndrica, i té prop de 2,10 m d'alçada per 0,74 m i 0,70 m de grossor, i segueix dos eixos ortogonals.(1) Està a prop de 178 m d'altitud.(2) Presenta una decoració diversa, amb cercles, línies, serpentiformes, covetes, i un disc.(1) Degué construir-se entre 5500 a 3000 ae; l'investigador Mário Varela Gomes opina que els elements decoratius se n'hauran fet en períodes diferents, entre la segona meitat de l'IV mil·lenni i el II mil·lenni ae, durant l'edat del bronze.(1) El classificaren com a Monument d'Interés Municipal el 15 de juny del 2016.(1)

### Menhir 2
El segon menhir està situat a prop de mig quilòmetre de distància de l'anterior, a l'oest, i a 148 m d'altitud. Té morfologia ovoide plana, amb 1,76 m d'alçada i 0,70 i 0,52 m de grossor, d'acord amb els dos eixos ortogonals. Llueix elements decoratius, com grans ofidis amb caps ovals, i línies ondulades, formant cinc o sis corbes amples prop dels cantons. Degueren alçar-lo entre la segona meitat del sisé mil·lenni i la primera meitat del cinqué mil·lenni ae.(5) Està classificat com a Monument d'Interés Municipal, per la Cambra Municipal de Silves de 4 de juliol de 2016.(5)

### Menhir 3
El tercer monument és de forma ovoide, originàriament més allargada, però a causa dels efectes del clima n'ha perdut prop d'un terç del volum.(6) Té 2,47 m d'alçada, 0,95 m al punt més ample i 0,51 m de grossor, i se situa a prop de 120 m d'altitud. Destaca en relació amb els altres menhirs per la complexitat de la decoració, amb vint-i-dos elements, com ara cordons serpentiformes, covetes, bàculs, destrals, armes i línies.(6) Segons Mário Varela Gomes, la decoració també se n'haurà elaborat en fases distintes, des del Neolític antic a l'Eneolític. Se'n destaquen també alguns vestigis de treballs de poliment.(6)

### Menhir 5
El quart menhir de l'alineament és conegut com a Vilarinha 5, i té forma ovoide amb secció oval, sense elements decoratius. També el descobriren durant la recerca de Mário Varela Gomes, i estava tombat i fragmentat.(9)